# Плескач Сергій Миколайович
Сергі́й Микола́йович Плескач — старший сержант Збройних сил України, учасник російсько-української війни.
Станом на березень 2017 року — головний сержант роти, 79-та окрема десантно-штурмова бригада.

## Нагороди та вшанування
- Указом Президента України № 854/2019 від 20 листопада 2019 року за «особисту мужність і самовіддані дії, виявлені у захисті державного суверенітету та територіальної цілісності України, зразкове виконання військового обов'язку та з нагоди Дня Десантно-штурмових військ Збройних Сил України» нагороджений орденом «За мужність» III ступеня[2].